# Fueguinos

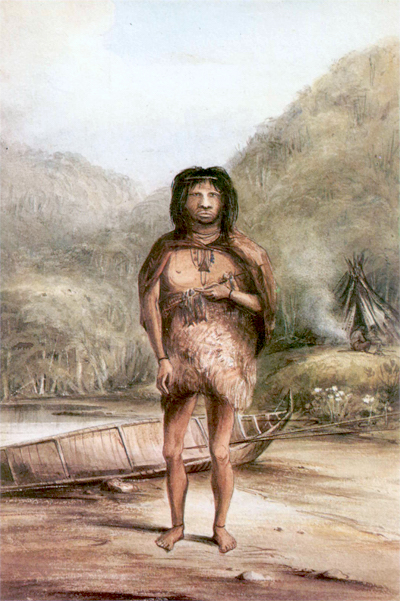
Representação de um fueguino (possivelmente um yagan) feito pelo artista Conrad Martens durante a visita do HMS Beagle à região.

Fueguinos são os habitantes indígenas da Terra do Fogo, no extremo sul da América do Sul. O termo fueguino pode se referir a qualquer pessoa a partir do arquipélago.
Os fueguinos indígenas pertenciam a várias tribos, como selknam, haush, yaganes e kawésqar. Todas estas tribos, exceto os selknam, viviam exclusivamente nas zonas costeiras. Os yaghans e os kawésqar viajavam em canoas em torno das ilhas do arquipélago, enquanto os haush não habitavam a costa. Os selknam viviam no interior da Ilha Grande da Terra do Fogo e viviam principalmente da caça de guanacos. Os povos fueguinos falavam várias línguas distintas: os idiomas kawésqar e yagan são considerados línguas isoladas, enquanto os selknam falavam uma língua chon, assim como os tehuelches no continente.
Quando os chilenos e argentinos de ascendência europeia estudaram, invadiram e se estabeleceram nas ilhas em meados do século XIX, eles trouxeram consigo doenças, como sarampo e varíola, para as quais os fueguinos não tinham imunidade. A população desses povos foi devastada pelas doenças e suas populações foram reduzidas de vários milhares no século XIX para centenas no século XX.